# 外星生命入侵
外星生命入侵或外星人入侵（Alien Invasion）是科幻作品裡常見的一種要素，故事大多是描寫低等的外星生物或具高度文明的外星人來到了地球，並對地球上的生物和人構成威脅，到最後地球人往往慘遭殖民、馴化或是絕種。

## 起源
赫伯特·喬治·威爾斯1898年的科幻小說《星際戰爭》（The War of the Worlds）描寫火星人襲擊的維多利亞時代，後世普遍被視為外星生物入侵和首次交流的雛形。
1727年的《格列佛遊記》（Gulliver's Travels），出現了高度文明的天空城，要求鄰國尊敬他們。
伏爾泰1752年的《Micromégas》描寫到土星和天狼星兩個外星種族，出於好奇心的情況來到了地球，讓原本以為其他星球沒人居住的人類感受到自己和他們的差異，也為那些地球中心主義的哲學家理解到自己的渺小。

## 類型
最常見的劇情就是外星訪客降落到地球，進行綁架或破壞行動，再打敗地球上的軍隊，然後摧毀城市。但並非所有故事都是如此，有些侵略者會採用顛覆人類社會的偽裝、變形、分化人類讓他們自相殘殺、和人類成為盟友等等。在其他情況下，外星人會以壓倒性優勢擊敗人類，或故事是發生在地球早已被外星人接管的情況。有時入侵者並非來自其他星球，而是來自異次元，甚至侵略者的角色會從外星生物換成妖魔鬼怪。

### 低等生物
和人類以外的動植物及微生物相似，通常伴隨隕石、太空或異度空間而來，具有掠食、擬態或寄生的行為。
- 恐怖拜訪
- 幽浮魔點
- 突變第三型
- 極地詭變
- 天外魔花
- 蜘蛛人3
- 老師不是人

### 高度文明
入侵者具有高科技，和現實世界的殖民主義及砲艦外交有很多相似之處。
- 三體
- 尼爾：自動人形
- 勝利大決戰
- 星戰毀滅者
- ID4星際終結者
- ID4星際重生
- 世界大戰
- 洛杉磯之戰
- Keroro軍曹
- 銀魂
- 殺戮都市
- 環太平洋
- 超級戰艦
- 天際浩劫
- 合金彈頭2

### 妖魔化
魔鬼的翻版，他們的形象往往醜陋、恐怖且缺乏人性。
- 戰錘40000
- 毀滅戰士
- 童年末日
- 明日之戰

### 無妄之災
原本並非為了侵略，是因苦衷和誤解而對人類造成傷害，最後的結果通常是以達成和平共識下結束戰爭。
- 超空人
- 神勇戰士
- 魔力女管家
- 四眼天雞
- 劇場版 機動戰士鋼彈00 -A wakening of the Trailblazer-
- 超級8
- 當地球停止轉動
- 第九禁區

### 現代以外的入侵
侵略者出現於現代以外的時代，也就是還沒有人類或是人類科技尚未發達的時候。
- 沙丘魔堡
- 魔獸戰場
- 星際飆客

### 聯盟
人類對抗入侵時也會有聯友協助，聯友如果不是另一群外星人，就是地球上的怪獸或神明。
- 哥吉拉系列電影
- 奥特曼系列
- 關公大戰外星人
- 變形金剛
- 破壞魔定光
- 怪獸大戰外星人
- 合金彈頭6

### 人類侵略者
地球智人自身亦會扮演侵略者，算是反方向的外星人入侵。
- 火星紀事
- 阿凡達
- 星球戰役（英语：Battle for Terra）（英文）
- 第51號星球（英语：Planet 51）（英文）

### 行星防禦
行星防禦（Planetary defense）亦是重要的科幻要素之一，也就是地球人藉由各種方式防範外星入侵者的形式。
- 超時空博士
- 超時空要塞
- 最後一戰系列
- 巴比倫5號

## 現實發生的可能
基於目前尚未發現任何地外文明，短期內並不用對這類事件發生在現實的可能性擔憂。

## 相關連結
- 宇宙戰爭
- 第一次接触 (科幻)